# Öntözés
Az öntözés a talaj nedvességtartalmának mesterséges úton történő szabályozását, pótlását jelenti. Az öntözést általában száraz területeken, a mezőgazdasági termékek növekedésének előmozdítására, valamint a csapadékszegény időszakokban alkalmazzák. Az öntözésnek további szerepei is vannak a növénytermesztésben, ilyen például a növények védelme a fagy ellen,
a gabonatermesztésben a gyomnövények elfojtása, valamint a talaj tömörítésének elősegítése. Az öntözéses gazdálkodással szemben, a közvetlen esőzéseken alapuló gazdálkodást csapadékra épülő mezőgazdaságnak hívjuk.
Az öntözést igen gyakran a vízelvezetéssel együtt kezelik, mely a felszíni vagy a felszín alatti vizek természetes vagy mesterséges elvezetését jelenti.

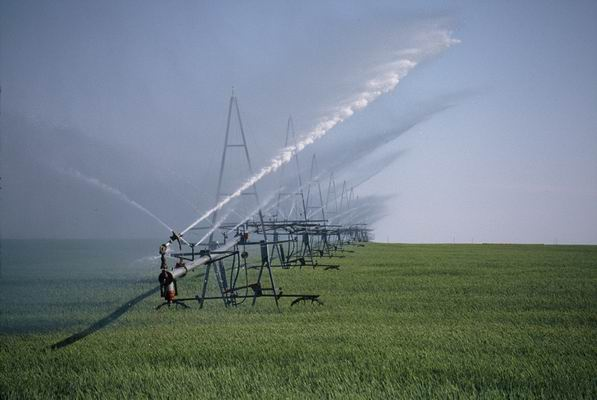
Öntözés New Jersey-ben

## Története

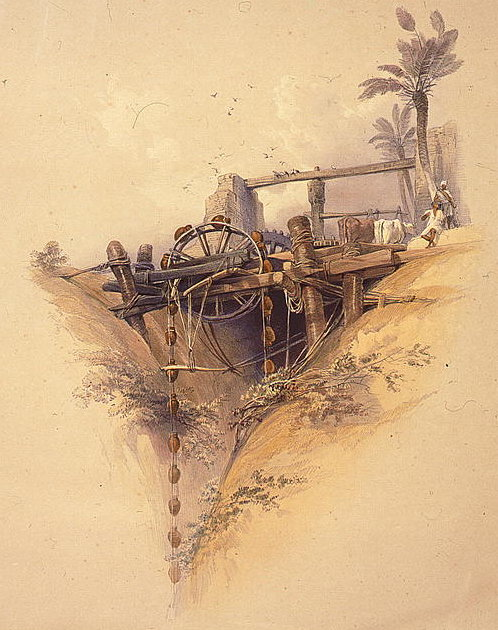
Öntözés állati erővel, Felső-Egyiptom, 1840 körül

A régészeti kutatások tanúsága szerint már az időszámításunk előtti 6. évezredben létezett öntözés Mezopotámia, Egyiptom és Irán egyes olyan területein, ahol az árpa termesztéséhez a természetes csapadék mennyisége nem volt elegendő.
A Perun is végighúzódó Andok Zana-völgyében a régészek három öntözőcsatorna maradványait tárták fel, ezek szénizotópos kormeghatározása azt mutatta ki, hogy az egyes csatornák az időszámításunk előtti 4. évezredben, a 3. évezredben, illetve az időszámításunk szerinti 9. században épültek. Ezek az öntözőcsatornák az Újvilág legrégebbi, öntözést bizonyító emlékei. Az i.e 4. évezredben épült csatorna alatt egy, feltehetőleg az i.e. 5. évezredben épült másik csatorna nyomait fedezték fel.
Az indus-völgyi civilizáció gazdálkodói bonyolult öntöző- és víztároló-rendszereket építettek ki Pakisztánban és Észak-Indiában, ennek részei voltak a Girnarnál i. e. 3000 körül épült víztározók és egy, körülbelül i.e. 2600-ban épült öntözőcsatorna-rendszer. Ezeken a területeken intenzív növénytermesztés folyt, melyet csatornák kiterjedt rendszere segített.
Tárgyi bizonyítékok igazolják, hogy a XII. dinasztia fáraója, III. Amenemhat i. e. 1800 körül a Faiyum oázis természetes tavát használta víztárolásra. A Nílus éves áradása által felduzzasztott tó medrében tárolt vizet a száraz évszakban használták fel.

Az ősi Perzsiában, i. e. 800 körül kifejlesztett quanat technológia az egyik legrégibb öntözési rendszer, melyet még napjainkban is alkalmaznak. Quanatok Ázsiában, a Közel-Keleten és Észak-Afrikában találhatók. A rendszer függőleges kutak és enyhén lejtő alagutak hálózatából áll, melyeket a talajvíz összegyűjtése céljából sziklák és meredek hegyek oldalába fúrnak.
 Nagyjából ebben az időben honosították meg római telepesek Észak-Afrikában a nóriát, egy serleges puttonyos kiemelő szerkezetet, melynél a folyóvíz által (vagy állóvíz esetében állati erővel) hajtott kerékre helyezett agyagedények emelik ki a vizet. Időszámításunk előtt 150-re már szelepszerű szerkezetekkel látták el az agyagedényeket, hogy azok vízbe merülésükkor egyenletesebben töltődjenek.
Srí Lanka öntözőművei – melyek közül a legkorábbiak Pandukabhaya király uralkodása idején, i. e. 300 körül keletkeztek, majd a rákövetkező ezer év során műszakilag folyamatosan fejlődtek – az ókori világ egyik legösszetettebb öntözőrendszerei voltak. A szingalézek nemcsak a föld alatti csatornák építésében, hanem a teljesen mesterséges víztározók kialakításában is az elsők voltak. E területen mutatott műszaki fejlettségük miatt gyakran nevezték őket az „öntözés mestereinek”. A fejlett és pontos műszaki megoldások miatt ezeknek az öntözőrendszereknek jó része ép állapotban még ma is létezik Anuradhapurában és Polonnaruwában. Parakrama Bahu király uralkodása alatt (1153–1186), a rendszert alaposan felújították és kibővítették.

Kína legelső ismert vízépítő mérnökei Szun-su Ao (i. e. 6. század) a Tavasz és az ősz korszakban, és Xi-men Bao (i. e. 5. század) a Hadakozó fejedelemségek korában éltek. Mindketten hatalmas öntözési létesítményeken dolgoztak. Az Qin-dinasztiához tartozó Szecsuan tartományban i. e. 256-ban hatalmas terület ellátására épült a Dujiangyan öntözőrendszer, amely még napjainkban is részt vesz a környék vízellátásában.
 A 2. században, a Han-dinasztia idején már láncos vízemelőt is használtak a víz magasabb szintre emeléséhez. Ezeket pedállal, víz által hajtott kerekekkel, vagy állati erővel működtették. Az így termelt vizet lakossági felhasználásra, a paloták vízellátására, illetve elsősorban a mezőgazdaságilag művel területek öntözésére használták.
A 15. századi Koreában, 1441-ben feltalálták a világ első „vízóráját”, az uryanggyét (koreai nyelven: 우량계). A feltaláló Jang Yeong-sil, a Joseon-dinasztia koreai mérnöke volt, aki a király, Nagy Sejong aktív irányítása alatt dolgozott. A vízmérőket az öntözőművek tartályaiban helyezték el a lehullott eső és az elhasznált vízmennyiség mérésére. Segítségükkel a gazdák jól használhatták a csapadékra vonatkozó adatokat.

## A jelen
A 20. század közepére, a dízel- és villanymotorok megjelenésével olyan rendszerek valósulhattak meg, melyek gyorsabban szivattyúzták ki a talajvizet a vízhordó rétegekből, mint amilyen gyorsan azok újratöltődhettek volna. Az ilyen túlhasznosítás a vízhordó rétegek kapacitásának végleges csökkenéséhez, romló vízminőséghez, a talaj megsüllyedéséhez, és más gondokhoz vezethet. A jövőbeni élelmiszer termelés az ilyen területeken, például az Észak-kínai-síkságon, a Pandzsáb régióban illetve az Amerikai Egyesült Államok Nagy síkságain gondoknak néz elébe.
Az ezredfordulón globálisan 2 788 000 km² mezőgazdasági területen volt öntözésre alkalmas infrastruktúra. Az öntözőművekkel ellátott területek 68%-a Ázsiában, 17%-a Amerikában, 9%-a Európában, 5%-a Afrikában és 1%-a Óceániában található. A legnagyobb összefüggő öntözött területek Észak-Indiában és Pakisztánban a Gangesz és az Indus folyók mentén, Kínában a Hai He, a Huang He és a Jangce medencében, Egyiptomban és Szudánban a Nílus mentén, valamint az Egyesült Államokban a Mississippi-Missouri medencében és Kalifornia egy részén találhatók. Kisebb öntözött területek a lakott világ csaknem teljes területén megtalálhatók.

## Az öntözés fajtái
Az öntözési rendszereket a víz kiemelésének módja és a mezőgazdasági területre juttatásának mikéntje szerint különböztetjük meg. Az általános cél az, hogy a víz egyenletesen jusson a teljes öntözött területre, vagyis minden növény igényének megfelelően, se túl sok, se túl kevés vizet ne kapjon.

### Felületi öntözés

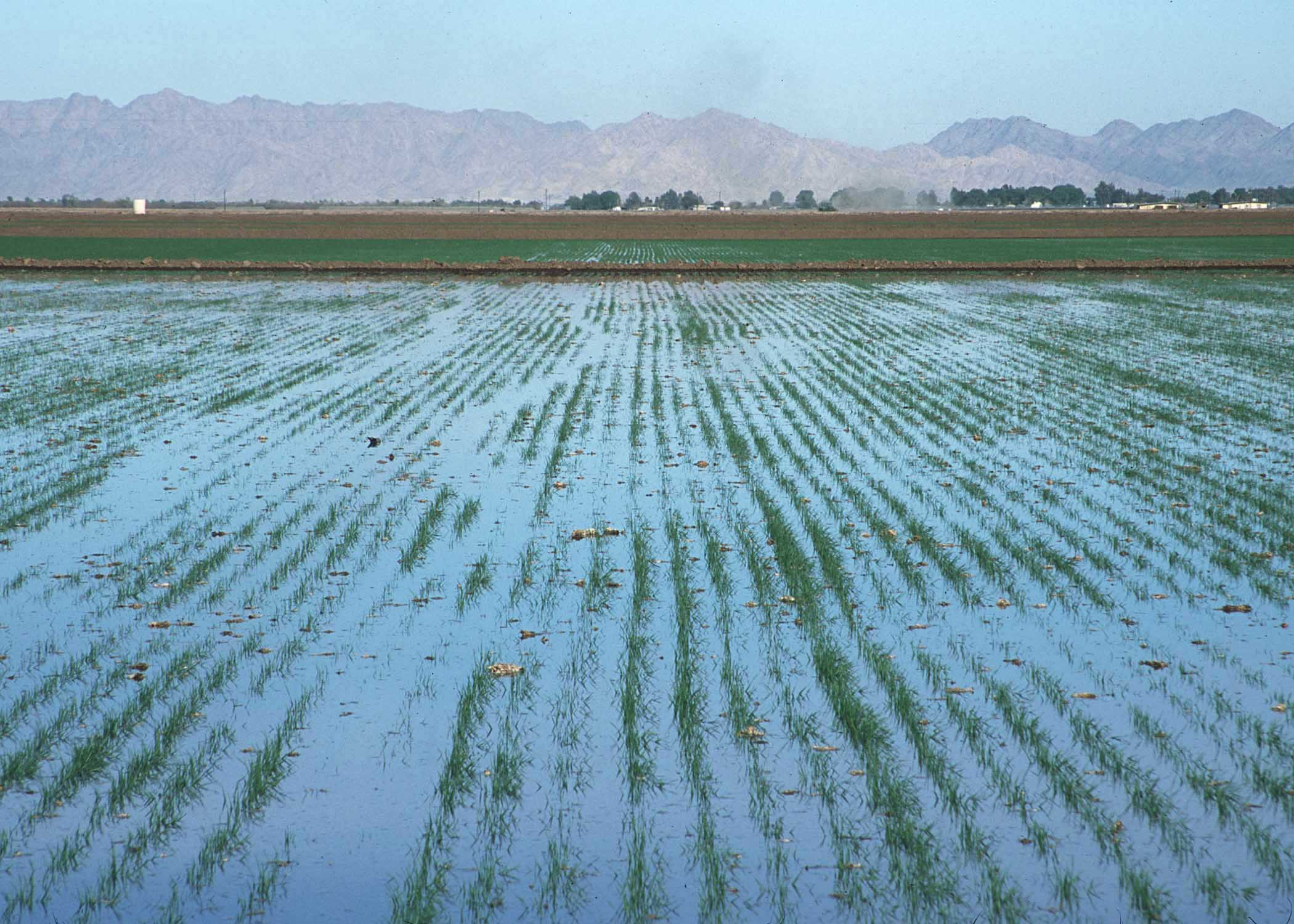
Búza árasztásos öntözése

A felületi öntözőrendszerek esetében a víz gravitációs úton áramlik és kerül be a talajba. Változatai: árasztásos, csörgedeztető, sávos csörgedeztető, barázdás, mélybarázdás. Amikor az öntözött terület a művelt földterület teljes vagy csaknem teljes elárasztásával jár, a módszert árasztásos öntözésnek nevezik. A történelem során ez volt a mezőgazdaságilag művelt területek öntözésének legáltalánosabban használt módszere.
Ahol az öntözővíz forrása megengedi, a víz szintjét gátakkal szabályozzák, melyeket általában földdel torlaszolnak el. Ez jól megfigyelhető a teraszos művelésű rizsföldeken, melyeknél az egyes parcellák vízszintjét gátakkal külön-külön szabályozzák. Bizonyos esetekben emberi vagy állati erővel emelik, szivattyúzzák a vizet magasabb területekre.

### Lokalizált öntözés
A lokalizált öntözőrendszereknél a víz kisnyomású csőhálózaton jut el az öntözés helyére, közvetlenül a növényekhez. Ebbe a kategóriába tartozik a csepegtető öntözés, a mikroszórós öntözés.

#### Csepegtető öntözés

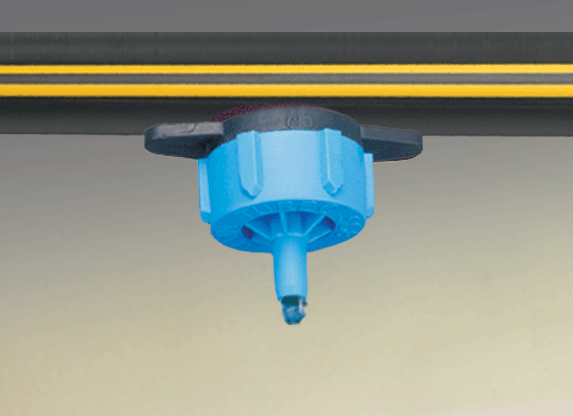
Csepegtető öntözés

A csepegtető öntözés során – mint arra neve is utal – a víz cseppenként jut el, közvetlenül a növények gyökeréhez. Vízfelhasználás szempontjából valószínűleg ez a leghatékonyabb öntözési módszer, mivel a párolgási és lefolyási veszteség minimális. Napjaink korszerű mezőgazdasági technológiáiban a csepegtető öntözést talajtakarással, mulcsozással együtt is alkalmazzák, továbbá a műtrágya kijuttatására is használhatják. A csepegtető öntözést emellett gyakran használják üvegházak és házi kertek öntözése céljából is. Ennek oka általában az, hogy a csepegtető rendszer könnyen beállítható egyes növények eltérő vízigényének kiszolgálására is. A kertek öntözéséhez csepegtető öntöző készletek vásárolhatóak, amelyeknek része az időzítő, a tömlő és az adagoló. Virágcserepek, virágágyások öntözéséhez speciális 4 milliméter átmérőjű tömlőket használnak. Az ilyen rendszerek gyakran látnak el vízzel cserjefelületeket és sövényeket, konyhakerteket és zöldségeskerteket.

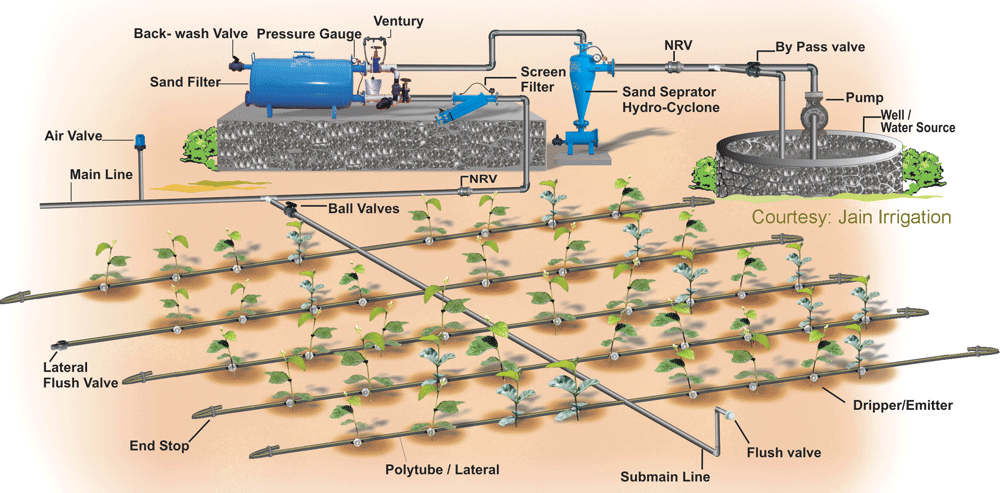
A csepegtető öntözési rendszer

Beázásnak nevezzük azt a jelenséget, amikor a víz a gyökérzóna alá jut. Ez abban az esetben fordulhat elő, ha a csepegtető rendszert túlságosan hosszú ideig, vagy túlságosan nagy átfolyási sebességgel üzemeltetik. A csepegtető rendszerek rendkívül változatosak: a számítógép-vezérelt magas technológiai színvonalat képviselőtől az egyszerű, emberi munkaigényes rendszerekig minden megoldás megtalálható közöttük. Más rendszerekkel összehasonlítva - a kisnyomású forgóelemes adagolók és a felszíni öntözőrendszerek kivételével - üzemeltetésükhöz alacsonyabb víznyomás szükséges; a rendszer úgy építhető ki, hogy a teljes öntözött területre egyenletesen juttassa ki a vizet, illetőleg egy vegyes növényállományú területen az egyes növények igényeinek megfelelően történjen az öntözés. Bár lejtős területeken meglehetősen nehéz a nyomás szabályzása, léteznek nyomáskiegyenlítő vízadagoló elemek, melyek alkalmazása esetén nem feltétel az öntözött terület kis szintkülönbsége. A csúcstechnológiájú öntözőrendszerekben pontosan beállított vízadagoló elemek helyezkednek el a csővezetékben, működtetésüket számítógép-vezérelt szelepek végzik el. A nyomásszabályzás mellett a vízben lebegő részecskék kiszűrése is fontos. Az algaképződés megakadályozása céljából a csövek rendszerint fekete színűek (vagy a talajba illetve a mulcsba fektetik őket), a fekete szín az UV-fény károsító hatása ellen is védi a csöveket. Az előbbi csúcstechnológiával ellentétben a csepegtető öntözés akár olyan egyszerűen is megoldható, mint egy, a talajba süllyesztett porózus agyagtartály, melyet tömlőből vagy vödörből időnként feltöltenek. Pázsitfelületek esetében sikeresen alkalmazzák a felszín alatti csepegtető öntözést, bár ez drágább a hagyományos szórófejes rendszereknél. A pázsit esetében a felszíni csepegtető rendszerek nem esztétikusak és nem költséghatékonyak.

### Esőszerű (vagy esőztető) öntözés

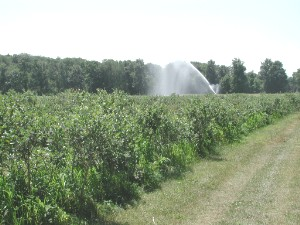
Áfonya esőztető öntözése a New York állambeli Plainville-ben

Az esőztető öntözésnél az öntözött mezőn a vizet egy vagy több elosztóhelyre szivattyúzzák, ahonnan nagynyomású öntözőfejek vagy vízágyúk juttatják ki a növényekre. Az ilyen, szórófejekből, esőztetőkből, vízágyúkból álló rendszereket fix telepítésű öntözőrendszereknek is nevezik. A szórófejek elrendezését kötésnek nevezik. A kötés többféle – négyzet, háromszög, téglalap – alakú lehet. Mivel a szórófejek kör vagy körcikk alakú alakú felület öntözésére képesek, ezért az öntözéssel ellátott területen átfedések alakulnak ki. A hatékony esőszerű öntözéshez a vízmennyiséget általában a területen található 2-3 domináns növényfajta igényei alapján határozzák meg.
A nagynyomású öntözőfejeket mechanikus úton a víz nyomása forgatja kör vagy körcikk alakban. A vízágyúk a nagynyomású fejekhez hasonlóak, ám általában sokkal nagyobb (275–900 kPa) nyomáson üzemelnek és vízszállításuk elérheti a 3–76 l/s értéket, fúvókájuk átmérője 10–50 mm lehet.
Az öntözőfejeket a vízhálózatra csövön át kapcsolódó mozgó rendszerekre is felszerelhetik. Az ilyen, szárnyvezetéknek nevezett rendszerek felügyelet nélkül képesek mezógazdasági területek, sportpályák, parkok, legelők öntözésére. A legegyszerűbb gépi mozgatású öntöző berendezés a vontatható szárnyvezeték. A rendszert hosszirányban új öntözőállásba vontatják, és itt csatlakoztatják a fővezetékre. A hazai gyakorlat szerint 24 vagy 36 méterenként csatlakoznak a fővezetékhez.
A járva üzemelő öntözőberendezések egyik csoportja a csévélhető tömlős szárnyvezetékek, ezeknél a szórófej folyamatos haladó mozgás közben is képes a víz adagolására. Fő része a 250-450 m hosszú, kemény polietilén tömlő. Ennek hossza határozza meg a szárnyvezetékkel öntözhető sáv hosszát és bizonyos mértékben szélességét is. Működés közben a tömlő egy dobra csévélődik fel. A dob forgatását hidromotor végzi.
Régebbi technológiát képez az a megoldás, melynél a szárnyvezetéket egy kábellel vontatják végig az öntözendő területen, a vízellátást biztosító hajlékony gumitömlőt az öntözőberendezés húzza maga után.
Az esőszerű öntözés egyes esetekben kisebb területeken, így házi kertek öntözésekor is hatékony megoldás, amennyiben a rendszer működését az adott viszonyok (növényfajták igényei, talajtípus, klíma, időjárás stb.) alapján részletesen megtervezik. A technikát emellett gyakran alkalmazzák parkok öntözésre is.

#### Körforgó öntözőberendezések

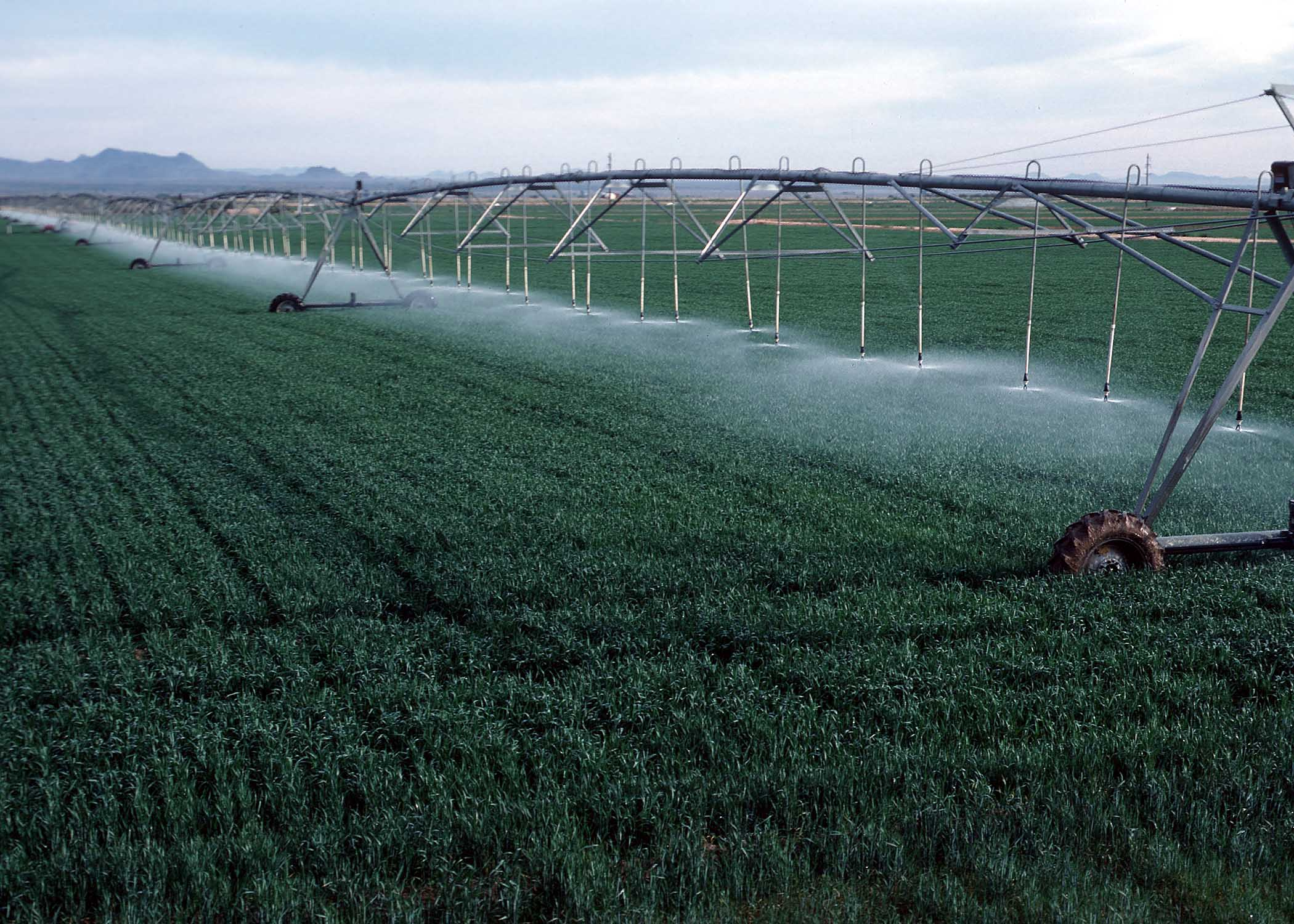
Körforgó öntözőberendezés függesztett öntözőfejekkel

A körforgó öntözőrendszer az öntözőfejes megoldásnak olyan változata, amely több egymáshoz illesztett (általában acélból vagy alumíniumból készített) csőszakaszból áll. Ezeket kerékre erősített tornyokon elhelyezkedő vázszerkezet tartja, a csőszakasz hosszában öntözőfejek helyezkednek el, melyeket a középpontból táplálnak. A teljes rendszer e középpont körül fordul el. Az ilyen típusú rendszer sík földterületen alkalmazható. 
A legtöbb modern körforgó öntözőberendezésnél függesztett öntözőfejek találhatók, melyek egy U alakú, úgynevezett hattyúnyakon függenek, az öntözőfejek a növényekhez közel helyezhetők el, csökkentve ezáltal a párolgási veszteséget. A függesztékekre locsolófejekkel ellátott tömlőket is helyezhetnek, így a víz közvetlenül a vetéssorok közé juttatható. A vetés kör alakban történik az öntözőrendszer központja körül. A rendszert kezdetben a víz energiája működtette, melyet a későbbiekben felváltott a villanymotor.

#### Lineáris mozgást végző öntözőrendszerek

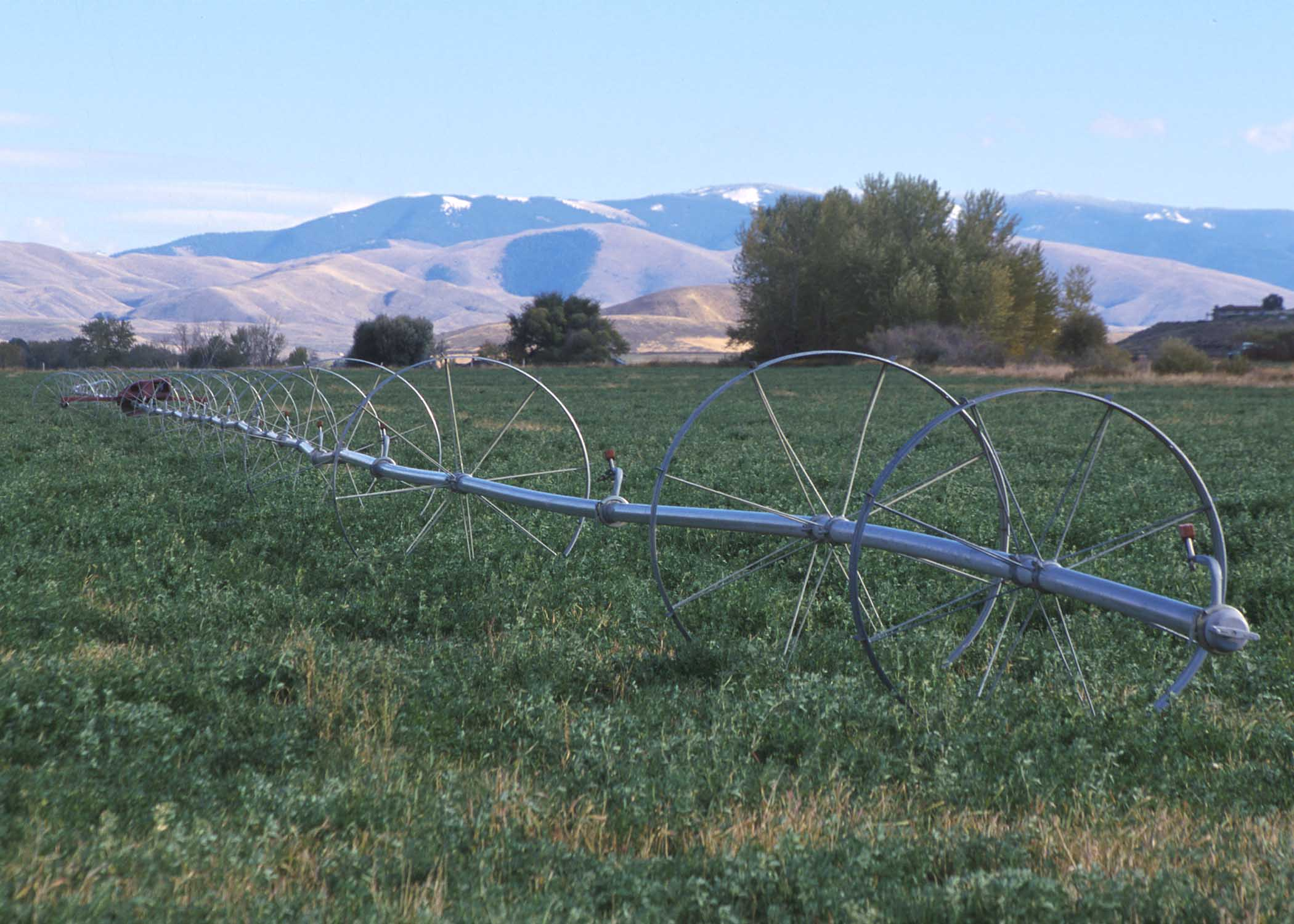
Kerekes öntözőrendszer Idahóban

Egy sor egymáshoz illesztett csőszakaszból áll, melyek mindegyike általában egy 1,5 m átmérőjű kerékre van szerelve. A csövekre öntözőfejeket szerelnek. A vizet a rendszer egyik végén táplálják a rendszerbe egy megfelelő átmérőjű tömlőből. Az adott terület öntözése után a tömlőt lecsatlakoztatják, a rendszert kézi vagy gépi úton mintegy 10 m-rel arrébb görgetik, a tömlőt újracsatlakoztatják. Az eljárást mindaddig ismétlik, amíg a mező túlsó végét el nem érik. Ennek a rendszernek a telepítési költségei alacsonyabbak a forgó rendszerénél, de üzemeltetése több élőmunkát igényel, és a szállítható víz mennyisége is korlátozott. Az ilyen rendszerek előnye, hogy az egyes szakaszok könnyen szétszerelhetők, ezért jól alkalmazhatók különleges alakú mezők, vagy nem sík területek esetében.

### Felszín alatti öntözés
A felszín alatti öntözést (vagy szivárgásos öntözést) már régóta alkalmazzák gabonatáblák öntözésére olyan helyeken, ahol a talajvízszint magas. A módszer elve, hogy a talajvíz szintjét mesterségesen megemelik, így a talaj a növények gyökérzete alól kap nedvességet. Az ilyen rendszerek gyakran mélyföldeken, folyóvölgyekben találhatók meg, és általában talajvíz-lecsapoló rendszerekhez kapcsolódnak. Szivattyúkból, csatornákból, duzzasztókból és zsilipekből álló rendszer növeli vagy csökkenti egy vizesárok-hálózat – és ezáltal a talaj vízszintjét.
A felszín alatti öntözést gyakran alkalmazzák üvegházaknál. A víz alulról kerül a növényekhez, a felesleget visszagyűjtik. A tápanyagban dúsított vizet általában rövid ideig, 10-20 percig egy tartályba vagy egy árokba vezetik, majd a felesleget visszaszivattyúzzák későbbi felhasználás céljára. Az üvegházak felszín alatti öntözése meglehetősen bonyolult és drága berendezéseket és üzemeltetést igényel. Előnye a víz- és tápanyag-takarékosság, valamint az automatizálás folytán a csökkent élőmunkaigény.

### Kézi öntözés vizeskannákkal, vödrökkel
Ez az öntözési mód minimális infrastruktúrát, de nagy élőmunkát igényel. Vizeskannás öntözés található egyes afrikai országok nagyvárosai körüli gazdálkodásban.

### Automatikus kannás öntözés
A kézi kannás öntözés mellett létezik annak egy természetes, automatikus változata is. A földkeverékbe vezetett poliészter szalagok segítségével egy vízzel megtöltött edényből folyamatos öntözés biztosítható.

### Öntözővíz-gyűjtés kövekkel
Egyes országokban, az éjszakai párás levegőből kövek segítségével gyűjtik össze a nedvességet, melyekre a vízpára kicsapódik. Ezt a módszert alkalmazzák Lanzarote szőlőültetvényein.

### Száraz teraszok
Egyes szubtrópusi országokban, például Maliban és Szenegálban speciális teraszokat építenek, amelyeket nem árasztanak el és nem is alakítanak sík területté. Ezek a teraszok a szintkülönbségeket kihasználó lépcsőket alkotnak, melyek segítenek a párolgás csökkentésében és a víz egyenletesebb eloszlásában.

## Az öntözővíz forrásai
Az öntözővíz származhat a talajból, melyet forrásokból vagy kutakból emelnek ki, természetes felszíni vizekből, vagyis folyókból, tavakból és víztározókból, valamint nem szokványos forrásokból, például kezelt szennyvízből, sótalanított tengervízből vagy talajkezelésből származó vízből. A felszíni vizek felhasználásának egy speciális módja az áradó folyók vizének tárolása későbbi felhasználás céljából. Áradás esetén a vizet gátak, csatornák és zsilipek segítségével egy alaphelyzetben száraz mederbe terelik, így az nagy területre eljuthat. A későbbiekben a talajban tárolt vízmennyiséget használják fel a növények. Ezt a fajta öntözési módszert félszáraz és száraz, hegyi területeken alkalmazzák.
Globálisan a szennyvíz körülbelül 90 százaléka kezeletlen marad, ami a vízforrások nagymértékű szennyeződéséhez vezethet, különösen a szegényebb országokban. A mezőgazdaságban a kezeletlen szennyvizet egyre gyakrabban használják fel öntözésre. A városok jövedelmező piacot jelentenek a termelők friss termékei számára, akiknek azonban gondot okozhat, hogy az egyre szűkösebb vízkészletekért sokszor versenyezniük kell az ipari és lakossági felhasználókkal. Egyes helyeken így a farmerek a városból származó, hulladékokkal szennyezett vizet használják fel közvetlenül terményeik öntözésére. A kórokozókkal szennyezett víz ilyen módon történő felhasználása komoly egészségügyi kockázatokat idézhet elő, különösen akkor, ha az emberek olyan nyers zöldségeket fogyasztanak, melyek öntözéséhez korábban szennyezett vizet használtak fel. A Nemzetközi Vízgazdálkodási Intézet (International Water Management Institute) több projekten is dolgozott Indiában, Pakisztánban, Vietnámban, Ghánában, Etiópiában, Mexikóban és más országokban, hogy a szennyvízzel történő öntözés kockázatait megfelelően felmérhessék és csökkenthessék. A szervezet egy többlépcsős megközelítést támogat, melynek részeként több kockázatcsökkentő intézkedés megtételére igyekeznek rávenni a gazdálkodókat. Ilyen többek között az öntözés felfüggesztése néhány nappal a betakarítást megelőzően, hogy a kórokozókat a napfény elpusztíthassa; a körültekintő öntözés, hogy a víz ne érje közvetlenül a növény azon részeit, amelyeket később valószínűleg nyersen fogyasztanak majd el; a zöldségek fertőtlenítőszerrel történő megtisztítását; illetve az ürüléket is tartalmazó mezőgazdasági célokra felhasznált szennyvíziszap kiszárítását, mielőtt emberi trágyaként alkalmaznák azt. Az Egészségügyi Világszervezet szintén közzétett olyan irányelveket, amelyek biztonságos vízhasználatra ösztönöznek.
Az újrahasznosított víz öntözés céljából történő felhasználásának számos előnye van, többek között olcsósága (más forrásokkal összehasonlítva, különösen a városiasodott területeken), az ellátás folyamatossága (évszaktól, éghajlati viszonyoktól és más megkötésektől függetlenül), illetve állandó szintű minősége. Az újrahasznosított szennyvízzel végzett öntözést sokszor azért alkalmazzák, hogy tápanyagokkal lássák el a növényeket. A szennyvíz túlzott használata ugyanakkor magában hordozza a táptalaj és a vízforrások szennyeződésének veszélyét is. A szennyvíz öntözésre való hatékony használatához tehát a talajvízviszonyok részletes megértése szükséges.
A modern öntözési módszerek eléggé hatékonyak ahhoz, hogy az egész területet egyenletesen ellássák öntözővízzel, így minden növény hozzájut a számára szükséges mennyiségű vízhez.

## Az öntözés hatékonysága
Adott területen az alábbi képlet szerint határozhatjuk meg az öntözés hatékonyságát:
- Öntözés hatékonysága (%) = (növények által felszívott víz mennyisége ÷ öntözéshez felhasznált víz mennyisége) x 100

A XX. század közepén a közfelfogás szerint a víz kifogyhatatlan erőforrásnak számított. Az 1960-as években a népességszám globálisan még csak a mai fele volt, az emberek átlagosan kevesebb kalóriát fogyasztottak és így kevesebb élelem termelésére is volt szükség. Abban az időben kevesebb mint harmadát használtuk fel annak a vízmennyiségnek, amelyet ma elvonunk a folyókból. Mára a vízkészletekért sokkal intenzívebb verseny folyik. A bolygón már 7 milliárd ember él, a vízigényes hús- és zöldségfogyasztás emelkedik, egyre több vízre van szüksége az iparnak, a városoknak és a bioüzemanyagok előállítását szolgáló terményeknek is. A globális válság elkerülése érdekében a gazdálkodóknak arra kell törekedniük, hogy minél hatékonyabban hajtsák végre az öntözést, így minél kevesebb víz felhasználásával elégítsék ki az élelmiszerek iránti szükségletet.
A hatékony mezőgazdasági termelésnek feltétele, hogy a gazdálkodók megfelelő hozzáférése a vízforrásokhoz biztosítva legyen. Ugyanakkor a világ számos pontján a vízhiány már ma is komoly gondokat okoz. A Világbank az élelmiszertermelést és vízgazdálkodást egyre komolyabb globális ügyként kezeli. A vízhiány egyik típusa a fizikai vízhiány, amely azt a helyzetet jelöli, amikor a forrásokból rendelkezésre álló vízmennyiség nem képes kielégíteni az adott területen felmerülő igényeket. Fizikai vízhiány esetén nem csak a lakossági felhasználók, a mezőgazdaság és az ipar, de a helyi ökoszisztéma is hiányt szenved.
A száraz területeken gyakori a fizikai vízhiány kialakulása. Ott is felléphet azonban, ahol a vízforrások alapvetően bőségesek, azonban kapacitásukon túl használják ki őket. Ezt gyakran a hidraulikus infrastruktúra túlépítettsége okozza, amellyel a termények öntözését biztosítják. A fizikai vízhiány hatásai közé tartozik a helyi élővilág pusztulása és a felszín alatti vizek mennyiségének csökkenése.
Gazdasági vízhiány ezzel ellentétben akkor léphet fel, ha nem áll rendelkezésre a megfelelő infrastruktúra vagy munkaerő ahhoz, hogy a vízforrásokból kielégíthessék az igényeket. A gazdasági vízhiány jellemzője lehet az infrastruktúra hiánya, és az hogy a helyiek maguk szereznek vizet a folyókból otthoni és mezőgazdasági használatra. Jelenleg mintegy 2,8 milliárd ember él vízhiányos területeken.

## Az öntözés által okozott gondok
- Versengés a felszíni vizek feletti jogért
- A föld alatti vízhordó rétegek kimerülése
- Talajsüllyedés (például New Orleans-ban)
- Az alulöntözés a talaj sótartalmának megnövekedésével, és a nagy párolgású területeken a toxikus sók felhalmozódásával járhat.
- A túlöntözés a víz és a vegyszerek pazarlásával és ennek következtében vízszennyezéssel járhat.
- Magas sótartalmú vizzel történő öntözés tönkreteheti a talaj szerkezetét.